# Gonomyia reyesi
Gonomyia reyesi är en tvåvingeart som beskrevs av Alexander 1946. Gonomyia reyesi ingår i släktet Gonomyia och familjen småharkrankar. Inga underarter finns listade i Catalogue of Life.